# 活化石

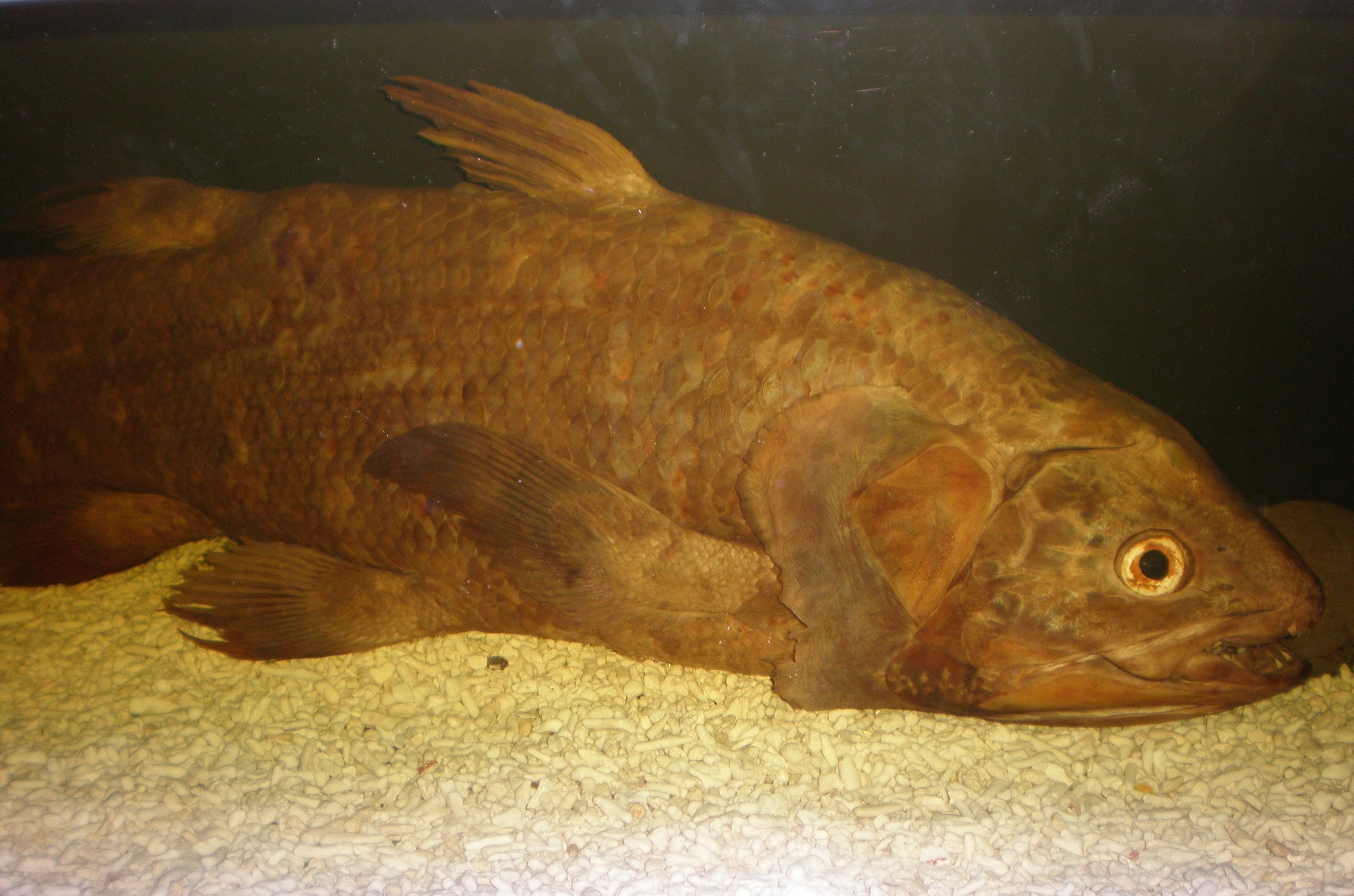
腔棘鱼原本被认为已经於6500万年前完全滅絕，直到1938年在南非發現非洲矛尾魚（Latimeria chalumnae）後，這個想法才被打破，此外其「活化石」基因也成為研究陸生動物演化的重要對象。

活化石，是指任何生物其類似種只存在於化石中，而沒有其他現存的近似種。這些種類曾經從主要的滅絕事件中存活下來。一般先發現化石再發現活體，或活體與確認的化石屬同一種且同時存在。物種起源久遠，在新生代第三紀或更早有廣泛的分佈，而目前大部分物種已經因地質、氣候的改變而滅絕，有些現存植物的形狀和在化石中發現的植物基本相同，保留了其遠古祖先的原始形狀。且其近緣類群多數已滅絕，比較孤立，演化緩慢的植物便可稱為孑遺植物或活化石，並不是單從植物年齡而決定。

## 植物

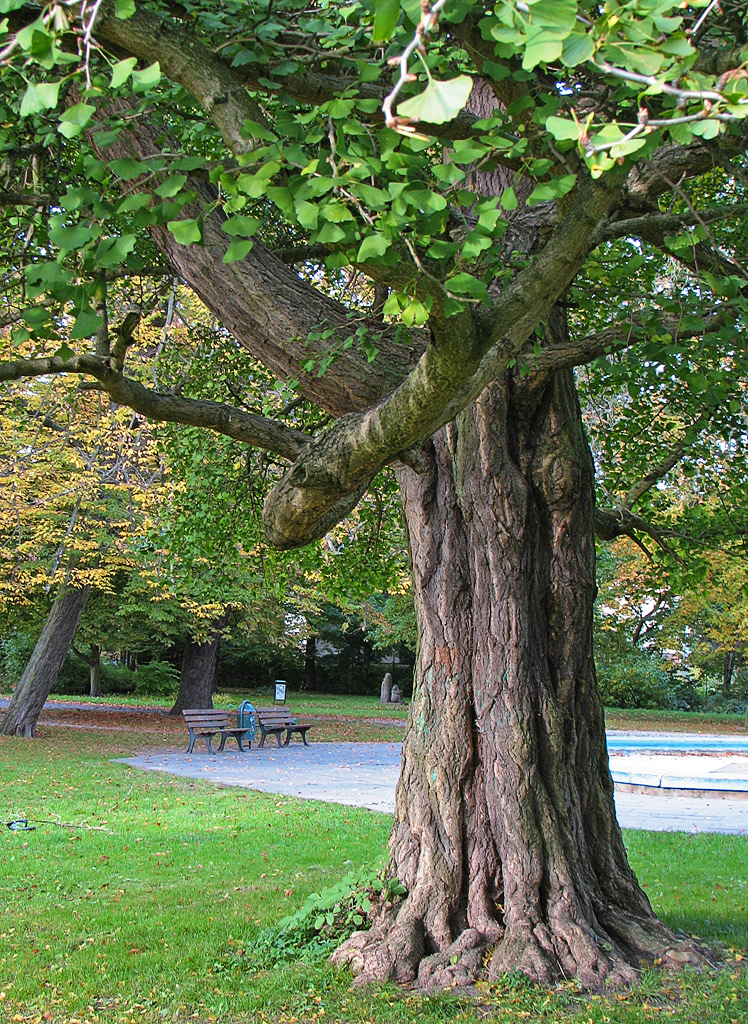
銀杏不但已经存在了很长的时期, 也有很长的寿命，有些已超过2,500年。有6个标本甚至已知在广岛原子弹爆炸的原爆點1-2公里处生存下来；它们今天仍然生活在那里。

- 無油樟（Amborella trichopoda）
- 智利南洋杉（Araucaria araucana）
- 蘇鐵屬（Cycas）
- 銀杏（Ginkgo biloba）
- 木賊屬（Equisetum）
- 水杉（Metasequoia glyptostroboides）
- 加州紅木（Sequoia sempervirens）
- 巨杉（Sequoiadendron giganteum）
- 水松（Glyptostrobus pensilis）
- 松葉蕨（Psilotum）
- 百歲蘭（Welwitschia mirabilis）
- 瓦勒邁杉（Wollemia nobilis）
- 日本金松（Sciadopitys）
- 水韭屬（Isoetes）
- 珙桐（Davidia involucrata）
- 台灣杉（Taiwania cryptomerioides）
- 桫欏（Cyathea spinulosa）

## 真菌
- 粒毛盤菌綱（Neolecta）

## 動物

### 脊椎動物

#### 哺乳類
- 土豚（Orycteropus afer）
- 塞浦路斯鼠（Mus cypriacus）
- 大熊猫（Ailuropoda melanoleuca）[3]
- 小熊猫（Ailurus fulgens）
- 霍加狓（Okapia johnstoni）
- 無尾熊（Phascolarctos cinereus）
- 袋熊（Vombatidae）
- 負鼠（Didelphimorphia）
- 寮國岩鼠（Laonastes aenigmamus）
- 火山兔（Romerolagus diazi）
- 琉球兔（Pentalagus furnessi）
- 西表山貓（Prionailurus iriomotensis）
- 南猊 （Dromiciops gliroides）
- 山河狸（Aplodontia rufa）
- 普氏野馬（Equus ferus przewalskii）
- 鴨嘴獸（Ornithorhynchus anatinus）
- 針鼴（Tachyglossidae）
- 水豚（Hydrochoerus hydrochaeris）
- 貘
- 灰鯨（Eschrichtius robustus）
- 小露脊鯨 （Caperea marginata）

#### 鳥類
- 鵜鶘 (Pelecanidae)
- 紐西蘭鷯（Acanthisittidae）
- 麝雉（Opisthocomus hoazin）
- 闊嘴霸鹟（Sapayoa aenigma）
- 文須雀（Panurus biarmicus）
- 鼠鳥目（Coliiformes）
- 鵲鵝（Anseranas semipalmata）
- 叫鶴目（Cariamiformes）

#### 爬行類
- 豬鼻龜（Carettochelys insculpta）
- 鱷目（Crocodilia）
- 喙頭蜥（Sphenodon）

#### 兩棲類
- 塞舌蛙科（Nasikabatrachus sahyadrensis）
- 山椒魚（Cryptobranchoidea）
- 鈍口螈科（Ambystomatidae）
- 中國大鯢（Andrias davidianus）

#### 硬骨魚
- 肺魚亞綱（Dipnomorpha）
- 腔棘魚目 （Coelacanthiformes）
- 多鰭魚目（Polypteriformes）
- 鱘形目（Acipenseriformes）
- 雀鱔目（Lepisosteiformes）
- 弓鰭魚目（Amiiformes）
- 骨舌魚群（Osteoglossomorpha）

#### 鯊魚
- 皺鰓鯊（Chlamydoselachus anguineus）
- 哥布林鯊（Mitsukurinidae owstoni）
- 虎鯊目（Heterodontiformes）
- 瓦氏長鬚鯊（Brachaelurus waddi）
- 大白鯊（carcharias）
- 鯨鯊（Rhincodon typus）

### 無脊椎動物

#### 節肢動物門
- 鱟（Limulidae）
- 蜈蚣

#### 昆蟲
- 螳目（Mantophasmatidae）
- 异卵蜂科（Mymarommatidae）
- 泽蛉科（Nevrorthidae）
- Notiothauma reedi
- 寄生樹蜂科（Orussidae）
- 鞘喙蝽科（Peloridiidae）
- Sikhotealinia zhiltzovae
- 北美有雪松香杉蜂（Syntexis libocedrii）
- 木鼻白蟻科（Stylotermitidae）
- 蜻蜓（Anisoptera）
- 蟑螂

#### 軟體動物門
- 鸚鵡螺科（Nautilidae）
- 翁戎螺總科（Pleurotomarioidea Swainson）
- 吸血烏賊（Vampyroteuthis infernalis）

#### 腕足動物門
- 舌形貝屬（Lingula），俗名海豆芽。

#### 棘皮動物門
- 海百合綱（Crinoidea）

#### 外肛動物門
- 環口目（Cyclostomatida）

### 引用
1. ↑  .   [2013-06-10]. （原始内容存档于2019-05-20）.
2. ↑  .   [2014-03-25]. （原始内容存档于2019-05-19）.
3. ↑  . Australian Broadcasting Corporation. 2007-06-12  [2008-07-22]. （原始内容存档于2008-05-04） （英语）.